# 清和祐子
清和 祐子（せいわ ゆうこ、12月21日 - ）は、日本の女性声優。埼玉県出身。東京俳優生活協同組合所属。

## 来歴
2002年、映像テクノアカデミア卒業。以前はぷろだくしょん★A組に所属していた。2007年から東京俳優生活協同組合所属。

## 人物
声種はメゾソプラノ。免許・資格は簿記2級、秘書検定2級。趣味・スポーツはアクセサリー作り。

## 出演
太字はメインキャラクター。

### テレビアニメ
- モンキー・パンチ漫画活動大写真（2004年）
- 咲-Saki-（2009年、土屋由理）
- 夏のあらし!（2009年）
- 東のエデン（2009年、受付嬢）
- カルルとふしぎな塔（2010年、ロロ）

### OVA
- xxxHOLiC 春夢記（2009年、旅館の女性G）

### ゲーム
- LORD of VERMILION（2008年）
- SDガンダム GGENERATION WORLD（2011年、マイキャラクターボイス女性E）
- ロード オブ アルカナ（2011年、バトルボイス）
- ブレイブソード×ブレイズソウル（2015年、ゲイボルグ[2]）

### 吹き替え

#### 女優
- ベラ・ソーン
  - シェキラ!（シーシー・ジョーンズ）
  - ティーン・スパイ K.C.（ジョリー）
  - フレネミーズ（アヴァロン・グリーン）

#### 映画
- アルマゲドン2010
- アンストッパブル（ダーシー・コルソン〈ジェシー・シュラム〉）
- インファナル・アフェア 無間序曲（マリー〈チウ・チョンユー〉）※ソフト版
- エディ・マーフィの劇的1週間（ローズ）
- クィーン（ダイアナ）
- グレッグのダメ日記（フリント先生〈ジェニファー・クレマン〉）
- 恋する履歴書
- サスペクト・ゼロ（ケイティ）
- 幸せになるための27のドレス
- 四月の雪
- シャーロットのおくりもの
- 真珠の耳飾りの少女（コルネーリア〈アラキーナ・マン〉）
- スカイ・ファイター（アン・カー博士〈ヤーライラ・ラブ〉）
- 16ブロック（クリスティーナ）※DVD・BD版
- 60セカンズ※日本テレビ版
- ストレンジャー・コール
- テラビシアにかける橋
- ナイト&デイ
- パーマネントミッドナイト（パメラ）
- ブッシュ（ライス補佐官役〈タンディ・ニュートン〉）
- プリンセス・プロテクション・プログラム
- ホテル・バディーズ ワンちゃん救出大作戦
- マウス・タウン ロディとリタの大冒険
- マリー・アントワネット（プロヴァンス伯爵夫人〈クレメンティーヌ・ポワダッツ〉）
- ミッション:インポッシブル3（アシュレー〈トレイシー・ミッデンドーフ〉）※劇場公開版
- ラブリーボーン

#### テレビドラマ
- アグリー・ベティ
- 1%の奇跡（カン・ヒジン〈キム・ジユ〉）
- 気分はぐるぐる #2
- ギルモア・ガールズ（レーン・キム〈ケイコ・アジェナ〉）
- CSI:科学捜査班
- CSI:マイアミ8（アリソン・バージェス）
- 新ビバリーヒルズ青春白書
- 太陽の女（キム・ウンビ〈チャン・ヨンナム〉）
- ダーティ・セクシー・マネー（エレン、キキ〈クロエ・モレッツ〉）
- ディフェンダーズ 闘う弁護士
- 犯罪捜査官 アナ・トラヴィス
- 秘密（スニム）
- HEROES/ヒーローズ（モリー・ウォーカー〈アデール・ティシュラー〉、イーデン〈ノーラ・ゼヘトナー〉、ケイトリン〈ケイティー・カー〉）
- ビッグバン★セオリー ギークなボクらの恋愛法則（レスリー・ウィンクル〈サラ・ギルバート〉）
- BONES（パーカー）
- LOST（シャーロット・ステイプルズ・ルイス〈レベッカ・メイダー〉）
- ワイヤー・イン・ザ・ブラッド2（ローラ）

### ナレーション
- ガリバー 音声ガイド
- マイクロソフト 音声ガイド

### ボイスオーバー
- 映っちゃった映像GP
- ザ・ベストハウス123
- 真相報道 バンキシャ!
- SmaSTATION!!
- 世界一周 魅惑の鉄道紀行
- 所さんのニッポンの出番!
- 夢のラグジュアリートラベル

### ラジオ
- SOUNDS OF STORY〜ASADA JIRO LIBRARY〜